# Liste der Monuments historiques in Artannes-sur-Thouet
Die Liste der Monuments historiques in Artannes-sur-Thouet führt die Monuments historiques in der französischen Gemeinde Artannes-sur-Thouet auf.

## Liste der Bauwerke
| Bezeichnung      | Beschreibung                  | Standort | Kennzeichnung | Schutzstatus | Datum | Bild           |
| ---------------- | ----------------------------- | -------- | ------------- | ------------ | ----- | -------------- |
| Kirche St-Pierre | Erbaut ab dem 11. Jahrhundert | (Lage)   | PA00108948    | Classé       | 1984  | weitere Bilder |

## Liste der Objekte
- Monuments historiques (Objekte) in Artannes-sur-Thouet in der Base Palissy des französischen Kultusministeriums